# 香港囚犯人權爭議
香港囚犯人權爭議，是近年被媒體報道，一系列香港在囚人士懷疑被懲教署職員不人道對待的事件。

## 在囚人士指控
香港01於2017年報道，他們的採訪團隊接觸到50名前青少年犯，分別就囚禁於壁屋、歌連臣角、沙咀懲教所、勵志更生中心及喜靈洲戒毒所。他們控訴，感受或目睹過的，已不止懲罰，而是凌虐。有人僅僅因為「報牌仔」不夠大聲，結果被人用木尺連打手掌10次。有人曾被摑破耳膜，永久聽覺受損。惟比虐打更甚的是侮辱，有人要被迫伏在地如狗般吃飯，亦有人目睹懲教人員迫犯人飲自瀆水、尿液、食屎。亦有人並無做錯事，純粹因為懲教人員尋求娛樂而被虐待。有受訪者表示一度想自殺。另外，懲教人員所打的部位，大多都是衣服或鞋能遮蓋的部位，以防家人探訪或太平紳士巡視時會察覺到。
有前線懲教人員寫信予香港01，揭露部門「鷹派」當道，只守法例管理犯人便是懦弱，升級免問。而且行私刑後，都把報告寫為在囚人士情緒失控在先，人員用最低武力制服。
另外於2020年4月11日，《蘋果日報》報導，一名何姓懲教主任以粗言穢語辱罵在囚人士，其他在囚人士見狀不滿提出投訴，反被「特別囚禁」，甚至「加監」，立法會議員邵家臻一度要求探訪受影響人士，但指署方把涉事在囚者臨時調走，企圖阻止會面。

### 羞辱跨性別在囚人士
2015年3月，由平機會撥款予跨性別資源中心進行的調查，指懲教署拒絕向正進行真實生活體驗的跨性別在囚女性提供胸圍，亦有在囚跨性別人士被懲教人員要求提供性服務，跨性別人士在囚期間要求服用荷爾蒙藥物，亦被阻撓。

### 現行投訴機制局限
有關注香港囚犯人權的人士指，少年犯大多不敢投訴包括擔心投訴後，遭更嚴重報復，且少年犯獲釋後仍要接受一段時間監管，擔心隨時被福利官重召；其二，現時投訴制度猶如「自己人查自己人」，沒有保障；其三，出獄後更難舉證追究，如傷痕褪去、院所內無時鐘，無法把握案發時間，部分虐待招數，難精確指明施虐者；以及他們自信受損，難鼓勇氣公開控訴。

### 在囚人士指控的虐待「招數」
- 雞翼：肘打背部[1][5]
- 芥蘭：膝撞大腿[1][5]
- 快車/找板：木尺或其他硬物打手掌或腳掌[1][5]
- 刨冰：手指關節磨肋骨位置[1][5]
- 排骨：拳打腰間近肋骨位置[1][5]
- 射龍門：掌上壓姿勢，然後遭踢胸口[1]
- 倒mug：限時不到1分鐘甚至更少時間，吃非常熱的粥或糖水，若未能吃完，便「照頭淋」[1][5]
- 冬青膏塗陽具[1]
- 食狗飯：沒收餐具，不許用雙手，如狗般爬去吃飯[1]
- 強迫食屎／飲尿[1]
- 轉筆磨手指[5]
- 深蹲數小時[5]
- 「煎蛋」：於烈日下極熱的渠蓋上做掌上壓[5]

## 各方回應

### 政界
- 立法會社福界議員邵家臻指在囚人士亦有人權，保障不受過分武力及不人道對待，如此具體且愈來愈多人剖白當年經歷，不可能是虛構。他又表示，這已經非「樹大有枯枝」的問題，而是懲教署整個部門的「文化」，促請懲教署正視。[1]  邵亦在2020年創立石牆花組織，為2019年香港大規模社會運動而被囚的人提供支援，包括物資支援、情緒支援等等。[6] 近日亦同樣因為天氣嚴重酷熱，5月21日發起「十萬．火急．行動」連署要求監獄內設冷氣，33小時內便收到十萬人呼應 。[7]
- 工黨立法會議員張超雄於2018年1月18日動議傳召懲教署署長及助理署長，就懷疑有在囚人士被懲教署施以酷刑及不人道對待作證。[8]
- 前立法會議員，自1997年起獲委任太平紳士的劉慧卿表示，若相關個案屬實，就要詳細斟酌是否涉違反聯合國禁止酷刑規定。她又提到，由於署方指引不足，有部分太平紳士根本不理解自己的巡查責任。[5]

### 懲教署
懲教署回應指，人員對待在囚人士不得使用不需要武力，對違規零容忍。亦有前線懲教人員接受訪問時指接受過訓練後都明白用暴力不能教化犯人，行為不當便會擔心遭報復。電影《同囚》以少年犯在囚期間人權問題作題材，並以真人真事改編，但被懲教署致函要求刪去『真人真事改編』字眼。

### 懲教事務職員協會
懲教事務職員協會初級組主席簡文傑指，有關指控對懲教人員不公，摧毀了幾代懲教人員致力於更生事務的心血。

## 衍生電影作品
- 同囚

## 資料來源
1. 1 2 3 4 5 6 7 8 9 10 11 12 13  林裕華. .   [2020-04-03]. （原始内容存档于2021-03-21）. （页面存档备份，存于）
2. 1 2 3  邱靖汶. .   [2020-04-03]. （原始内容存档于2020-05-02）. （页面存档备份，存于）
3. ↑  .   [2020-04-11]. （原始内容存档于2020-04-11）. （页面存档备份，存于）
4. ↑  .   [2020-04-22]. （原始内容存档于2020-05-02）. （页面存档备份，存于）
5. 1 2 3 4 5 6 7 8 9 10 11  .   [2020-04-03]. （原始内容存档于2020-05-02）. （页面存档备份，存于）
6. ↑  .   [2021-05-25]. （原始内容存档于2021-05-25）. （页面存档备份，存于）
7. ↑  .   [2021-05-25]. （原始内容存档于2021-05-25）. （页面存档备份，存于）
8. ↑  .   [2020-04-04]. （原始内容存档于2020-05-02）. （页面存档备份，存于）
9. ↑  .   [2020-04-03]. （原始内容存档于2020-05-02）. （页面存档备份，存于）